# جمانة غنيمات
جمانة غنيمات (4 ديسمبر 1974 -)، صحفية وإعلامية أردنية ووزيرة دولة سابقة لشؤون الإعلام في حكومة عمر الرزاز والناطقة الرسمية باسم الحكومة الأردنية كما تشغل حالياً منصب سفيرة الأردن لدى المغرب.

## حياتها
ولدت وترعرعت في مدينة السلط لعائلة مكونة من تسع أولاد وثلاثة بنات، والدها اللواء المتقاعد والنائب الأسبق الباشا سليمان علي غنيمات تنقلت بين بغداد وعمان عندما كان والدها ملحقا عسكريا في العراق، والدتها هند عبد الفتاح غنيمات مدرسة متقاعدة، درست في المدرسة النموذجية الكائنة في السلط، أنهت دراستها الثانوية فيها كما اشتركت في سابلة الحسن للشباب حيث تعلمت العمل التطوعي وخدمة الوطن، حاصلة على درجة البكالوريوس في العلوم السياسية من الجامعة الأردنية في حزيران عام 1996.

### حياتها ألأسرية
لها أبنة اسمها «وسن» وابن اسمه «شأس»

## مشوارها المهني
بدأت مسيرتها المهنية عام 1996 في جريدة الرأي بقسم الإعلانات ومن ثم تولت ملف جيوب الفقر. في العام 2006، عرض عليها العمل في صحيفة «السجل» الأردنية، بالإضافة إلى عملها في «الرأي»، مع الأساتذة مصطفى الحمارنة وجورج حواتمة. لذلك قبلت العرض بلا تردد، وعملت على تغطية نوعية للمالية العامة وبرنامج التصحيح الاقتصادي الذي خضعت له المملكة في الفترة 1989- حزيران 2004. كذلك، قامت بدعم المرأة والمواطن الفقير في المجتمع الأردني.
في عام 2008 اتخذت قرارا بمغادرة جريدة الرأي، وانتقلت بعدها إلى جريدة الغد نهاية العام 2008 كمديرة للصفحة الاقتصادية ثم عينت بعدها رئيسة تحرير في عام 2012، بقرار من ناشر الغد رجل الأعمال والمستثمر الأردني محمد عليان لتكون سادس رئيس تحرير يتبوأ هذا الموقع فيها التي انطلقت في العام 2004. وهي أول سيدة تتسلم موقع رئيسة تحرير صحيفة عربية. وتعمل في مجال التدريب من خلال إعطاء الدورات الاقتصادية المتخصصة. تولت الكتابة في عدد من المواقع، عملت محللة اقتصادية لعدد من وسائل الإعلام المرئية المحلية والعربية، منها: قناة العربية، وقناة الجزيرة، والتلفزيون الأردني، وقناة رؤيا الفضائية.
قدمت عدة أوراق بعد مغادرتها للوزارة، خاصة بما يتعلق ببجائحة كورونا، حيث تكلمت عن السياسات الإعلامية في ظل جائحة كورونا. واستمرت بالدفاع عن الإعلام المجتمعي.

## الجوائز والتكريم
- نالت العديد من الجوائز كما كرمت في أكثر مناسبة لما قامت بنشره من آراء ومقالات عن الاقتصاد الوطني[16]
- اختيرت للمشاركة في عدة مؤتمرات ولجان اقتصادية بصفتها خبيرة في الشأن الاقتصادي الداخلي[16]
- في أغسطس 2014 قامت بإجراء مقابلة حصرية مع العاهل الأردني الملك عبد الله الثاني بن الحسين خص فيها جريدة الغد دون غيرها[17]
- في مارس 2016 رشحت من قبل سفير الاتحاد الأوروبي لدى الأردن أندريا ماتيو فونتانا، لتكون ضمن «قائمة النساء الرياديات في التنمية»، «لتفانيها في مجال تمكين الإعلام والصحافة»، بمناسبة يوم المرأة العالمي.[18]

## العضوية
- عضو في مجلس أمناء المركز الوطني لحقوق الإنسان[19]
- عضو في ملتقى النساء العالمي.[20]
- عضو في منظمة «وان ايفرا» المعنية بتطوير الاعلام الورقي ودعم النساء لتسلم واقع قيادية في «الإعلام المكتوب».[21]

## وزارة الاعلام
في الرابع عشر من يونيو 2018 عينت كوزير دولة لشؤون الإعلام في حكومة الدكتور عمر الرزاز مؤدية اليمين الدستورية أمام العاهل الأردني في قصر الحسينية في عمان. حتى السادس من نوفمبر 2019 بعد قرار رئيس الوزراء عمر الرزاز القيام بتعديل وزاري

## مثولها أمام القضاء الأردني وبرائتها
مثلت أمام القضاء في العديد من قضايا المطبوعات والنشر جراء قضية رفعها مجهول، في 11 أكتوبر عام 2014 حينما كانت تشغل منصب رئيسة تحرير جريدة الغد أمام مدعي عام عمان القاضي رامي الطراونة، على خلفية شكوى مقدمة لدى النيابة العامة من قبل النائب العام، بعد نشرها مقالاً بعنوان «لقد مللنا العرض.. فأوقفوه!»، المتعلق بمسلكيات بعض أعضاء مجلس النواب.
أسند المدعي العام لها، تهمة عدم تحري الحقيقة خلافاً لاحكام المادة 5 من قانون المطبوعات، وتهمة عدم الموضوعية والتوازن خلافاً لاحكام المدة 7/ ج من قانون المطبوعات، وتهمة ذم هيئة رسمية استناداً لاحكام المادة 191 من قانون العقوبات. قرر مدعي عام عمان القاضي رامي الطراونة الأربعاء الموافق 29 أكتوبر 2014 منع محاكمة صحيفة الغد ورئيسة تحريرها. استند القاضي في قراره إلى أن المقال المنشور في الصحيفة جاء ضمن النقد المباح الذي يهدف إلى تصويب وتحسين الاداء وليس القصد منه الإساءة للمؤسسة التشريعية أو أحد أعضاءها، مضيفا أنه يدخل ضمن حرية التعبير عن الراي في أداء المؤسسة التشريعية. ولم يجد المدعي العام أن هذا الفعل يشكل جرما وإنما هو من قبيل الفعل المباح. قال حينها محامي الصحيفة محمود قطيشات أن القرار يعتبر ضمن سياق دعم الجسم القضائي لحرية الاعلام مضيفا انه يؤكد على الاتجاهات القضائية الداعمة لحرية الراي والتعبير عبر العشر سنوات الماضية التي رسمتها محكمة المطبوعات.

## قضية دوسها للعلم الإسرائيلي
في ديسمبر 2018 قدمت الحكومة الإسرائيلية، احتجاجا رسميا للأردن، بسبب صورة انتشرت للمتحدثة باسم الحكومة، جمانة غنيمات، وهي تدوس على العلم الإسرائيلي أثناء زيارتها لمقر مجمع النقابات في العاصمة عمان.
وذكرت صحيفة «يديعوت أحرنوت» أن وزيرة الإعلام داست على علم إسرائيل بمجمع النقابات المهنية في عمان، حيث تم اجتماع للحكومة الأردنية برئاسة عمر الرزاز
وقامت الخارجية الإسرائيلية برفع احتجاج "شديد اللهجة" للأردن بسبب الصورة، التي أثارت غضب مسؤولي تل أبيب، وتم استدعاء السفير الأردني، غسان المجالي، للاحتجاج أمامه، الأحد، في مقر الوزارة ونشر الإعلامي في هيئة البث الإسرائيلي، شمعون آران، في حسابه على "تويتر" صورة لجمانة، وهي تدوس على العلم الإسرائيلي مضيفا في تغريدة: "
 قال الناطق باسم الخارجية الأردنية، ماجد القطارنة، في بيان صادر عنه بأن الأردن أنه أبلغ إسرائيل باحترامه لمعاهدة السلام بين الطرفين عقب توتر دبلوماسي ناجم عن وطأ وزيرة الإعلام الأردنية، للعلم الإسرائيلي أثناء حضورها لاجتماع رسمي وتفاعل الأردنيون على مواقع التواصل الاجتماعي مع الصورة بإطلاق حملة "جمانة غنيمات تمثلني".
وعبروا عن فخرهم بوزيرتهم وأعلنوا تضامنهم معها أمام «الهجمة الإسرائيلية» وصف آخرون حركة الوزيرة بالعفوية، واستغربوا ردة فعل تل أبيب من الصورة قائلين إنها كشفت عن سطحية التفكير لدى مسؤوليها

## سفيرة في المملكة المغربية
في الأول من سبتمبر 2021 صدرت الإرادة الملكيّة، بالموافقة على قرار مجلس الوزراء بتعيينها سفيرة في وزارة الخارجيّة وشؤون المغتربين، وتسميتها سفيرة لدى المملكة المغربية. ومنحت وسام الاستقلال من الدرجة الأولى بمناسبة تسميتها سفيرة ومفوضة فوق العادة في المغربفي 28 أبريل 2022 سميت سفيرا فوق العادة ومفوضا غير مقيم للمملكة الأردنية الهاشمية لدى الجمهورية الإسلامية الموريتانية.